# Georg Haberland (Politiker)
Georg Haberland (* 10. Oktober 1830 in Rieden; † 12. Februar 1910 in Eggenfelden) war Künstler, Handwerker und Mitglied des Deutschen Reichstages.

## Leben
Haberland war der Sohn eines Tischlermeisters, erlernte auch dieses Handwerk und arbeitete sechs Jahre in Oberbayern. 1853 legte er die Meisterprüfung ab und besuchte danach drei Jahre die Gewerbeschule. Er erlernte das Maler- und Vergoldergeschäft und arbeitete mehrere Jahre als Gehilfe und Geschäftsführer und machte 1860 auch hier die Meisterprüfung. Dieses Gewerbe übte er in Eggenfelden über 30 Jahre aus. Weiter war er bei der Landwehr älterer Ordnung Lieutenant, gründete 1865 die Freiwillige Feuerwehr Eggenfelden, war zehn Jahre deren Hauptmann und 21 Jahre Mitglied im Gemeinde-Collegium. Außerdem war er Mitbegründer und Ausschussmitglied des Bayerischen Handwerkerbundes, Vertreter für Niederbayern, und wurde zum Ehrenmitglied des Bayerischen und des Deutschen Handwerkerbundes ernannt.
Von 1884 bis 1893 war er für die Deutsche Zentrumspartei Mitglied des Deutschen Reichstages für den Wahlkreis Niederbayern 4 (Pfarrkirchen, Eggenfelden, Griesbach) und von 1886 bis 1892 Mitglied der Bayerischen Kammer der Abgeordneten.